# Varante Soudjian
Varante Soudjian, né le 17 août 1978 à Amman (Jordanie), est un réalisateur et scénariste français d'origine arménienne.

## Carrière
Durant sa jeunesse, Varante Soudjian commence de manière autodidacte en réalisant des courts métrages avec un ami : « Avec mon meilleur ami de l’époque, on a acheté une caméra à crédit dont on ignorait le fonctionnement et on s’est lancé du jour au lendemain ».
Il réalise alors ses premiers courts métrages : Au bout du rouleau (2001) et Le tapis pleure (2002).
En 2008, il réalise un autre court métrage, Second souffle, produit par les Improductibles.
Varante Soudjian et son co-auteur Thomas Pone se rencontrent grâce à l'humoriste et comédien Julien Cazarre, membre d'Action discrète (Canal+), qui les fait travailler sur le projet de la série Objectif Ligue 1 pour BeIn Sports.
Soudjian participe également à la réalisation de la saison 3 de Scènes de ménages.
Il travaille également à la création de la série Access, avec Ahmed Sylla, sur C8.
En 2019, il sort coup sur coup ses deux premiers longs-métrages, les comédies Walter et Inséparables, avec notamment l'acteur et humoriste Alban Ivanov.
Avec son troisième long métrage, La Traversée (2022), Varante Soudjian réunit Alban Ivanov, Lucien Jean-Baptiste et Audrey Pirault dans le même bateau. Cette comédie met en scène des personnages issus de différentes classes sociales qui se côtoient durant un périple sur la mer Méditerranée. Le film suivant Challenger (2024), est sur un boxeur amateur en quête de gloire avec Alban Ivanov, Audrey Pirault et Soso Maness.

## Filmographie

### Longs métrages
- 2019 : Walter
- 2019 : Inséparables
- 2022 : La Traversée
- 2024 : Challenger

### Courts métrages
- 2001 : Au bout du rouleau
- 2002 : Le tapis pleure
- 2008 : Second souffle

### Télévision
- 2006 : Action discrète
- 2010 : Groland.con
- 2011-2012 : Scènes de ménages (saison 3)
- 2012 : Objectif Ligue 1
- 2013-2017 : En famille
- 2015 : Made in Groland
- 2018-2019 : Access
- 2024 : R.I.P., série télévisée